# Margalida Prohens Rigo
Margalida Prohens Rigo (Campos, 24 de maig de 1982) és una traductora i política mallorquina, diputada al parlament de les Illes Balears en la VIII i IX legislatures, diputada al Congrés dels Diputats a la XIII i XIV legislatura espanyola i presidenta del Partit Popular de les Illes Balears des del 24 de juliol de 2021. El 6 de juliol de 2023 fou elegida desena presidenta del Govern de les Illes Balears.

## Biografia
És llicenciada en traducció i interpretació per la Universitat Pompeu Fabra, especialitzada en traducció jurídica i jurada pel Ministeri d'Afers Exteriors d'Espanya, i màster en direcció de comunicació i relacions públiques per l'EAE Business School i la Universitat de Barcelona. Ha treballat com a traductora per a Intermón Oxfam de Barcelona, per al Club Nàutic de Sa Ràpita i com a mitjancera lingüística a l'ajuntament de Palma.
Militant de Nuevas Generaciones del Partido Popular, de 2005 a 2009 presidí la secció de Campos i fou secretària executiva de coordinació local a les Illes Balears, així com presidenta adjunta a les Illes de 2010 a 2012.
Fou elegida diputada a les eleccions al Parlament de les Illes Balears de 2011. De 2011 a 2015 ha estat membre de la Junta de Portaveus del Parlament de les Illes Balears. Fou reelegida a les eleccions al Parlament de les Illes Balears de 2015.
El 2023 es presentà com a candidata pel Partit Popular a les eleccions al Parlament de les Illes Balears de 2023 i el seu partit va ser el més votat, obtenint 25 diputats. El 6 de juliol de 2023 fou elegida com a desena presidenta del Govern de les Illes Balears en segona votació gràcies a un acord d'investidura pel qual els 8 diputats del partit d'extrema-dreta Vox s'abstingueren.
El 2025 fou inclosa a la llista Forbes de les 50 dones més influents de les Balears.